# Andrena panurgimorpha
Andrena panurgimorpha là một loài Hymenoptera trong họ Andrenidae. Loài này được Mavromoustakis mô tả khoa học năm 1957.